# Dickeyville
Dickeyville è un comune degli Stati Uniti, situato in Wisconsin, nella Contea di Grant.